# 1962
Évszázadok: 19. század – 20. század – 21. század
Évtizedek: 1910-es évek – 1920-as évek – 1930-as évek – 1940-es évek – 1950-es évek – 1960-as évek – 1970-es évek – 1980-as évek – 1990-es évek – 2000-es évek – 2010-es évek
Évek: 1957 – 1958 – 1959 – 1960 –  1961 – 1962 – 1963 – 1964 – 1965 – 1966 – 1967

## Események

### Január
- január 11. – A honvédelmi miniszter kiadja a „03” és „04. számú” parancsát a tartalékos, illetve a 2. évüket leszolgált és ideiglenesen visszavont sorállomány január 17–20-a közötti leszereléséről.
- január 30–31. – A Varsói Szerződés honvédelmi minisztereinek prágai értekezlete.

### Február
- február 3. – John F. Kennedy-kormánya meghirdeti a Kuba elleni gazdasági embargót – havannai szóhasználattal: a blokádot.
- február 13. –  A magyar Ki mit tud? vetélkedőműsor első adása az MTV-ben.
- február 17. – Hamburgi szökőár.
- február 25. – Kína követeli az USA dél-vietnámi fegyveres intervenciójának azonnali befejezését és az amerikai csapatok kivonását.

### Március
- március 13. – Jugoszláv amnesztiatörvény, amely csaknem 150 ezer olyan személy – nagyrészt emigráns – büntetését törli el (vagy enyhíti), akiket főleg a háború alatti tevékenységük miatt ítéltek el.[1]
- március 18. – A Nemzeti Felszabadítási Front (FLN) és a francia kormány képviselői aláírják a háborúnak véget vető, Algéria függetlenségét garantáló eviani egyezményeket.[2]
- március 19. – Életbe lép az algériai fegyverszünet.[3]
- március 29. – A csehszlovák nemzetgyűlés jóváhagyja a szövetkezeti dolgozók társadalombiztosításáról szóló törvényt.[4]

### Április
- április 3. – A Jugoszláv Kommunisták Szövetségének (JKSZ) vezetése a párttagságot a gazdasági visszaélések elleni harcra szólítja föl. (Az előző évi gazdasági reform gyakorlatilag kudarcba fulladt.)[5]
- április 7. – Az egy éve szabadult Milovan Đilas montenegrói szerb írót a „Beszélgetések Sztálinnal” című művének megjelentetése miatt a jugoszláv hatóságok letartóztatják, majd 5 évi börtönre ítélik, ahonnan 1966-ban szabadul.[5]
- április 10. – Harold Macmillan brit kormányfő és John F. Kennedy amerikai elnök Nyikita Hruscsovhoz fordul, hogy szerződésben állapodjanak meg az atomfegyver-kísérletek betiltásáról.[6]
- április 29. – Befejeződik a Béke villamos távvezeték és Barátság kőolajvezeték magyarországi szakaszának építése.[7]

### Május
- május 4–6. – A NATO külügy- és védelmi miniszterei megvizsgálják a szövetség nukleáris fegyverrel való felszerelésének lehetőségeit.[6]
- május 14. – Európa királyi családjainak mintegy százötven tagja jelenlétében I. János Károly spanyol király feleségül veszi Zsófia görög és dán királyi hercegnőt.[8]

### Június
- június 14. – Belgium, Dánia, az Egyesült Királyság, Olaszország, Spanyolország, Svédország és Svájc részvételével létrehozzák az Európai Űrkutatási Szervezetet (ESRO).[6]
- június 16. – Az Egyesült Államok a tömeges megtorlás doktrínáját a rugalmas reagálás elvével váltja fel.

### Július
- július 1. – Népszavazás Algéria függetlenségéről és szuverenitásáról.[3]
- július 3. – Franciaország elismeri Algéria függetlenségét.[3]
- július 5. – Hivatalosan ezen a napon proklamálják Algéria függetlenségét.[2]
- július 10–11. – A Csehszlovákia Kommunista Pártja (CSKP) Központi Bizottsága elfogadja a párt új alapszabályzat-tervezetét, és felhívja a figyelmet „a gazdasági nehézségek leküzdésének szükségességére”. (A felhívást követő párton belüli vita tanulságait a vezetés nem veszi figyelembe.)[9]

### Augusztus
- augusztus 7. – Ahmed ben Bella vezetésével megalakul az algériai kormány.
- augusztus 14–16. – A Magyar Szocialista Munkáspárt (MSZMP) központi bizottsági ülése a törvénysértési perek „lezárásáról”.[10]
- augusztus 16. – Az MSZMP Központi Bizottsága (KB) kizárja a pártból Rákosi Mátyás korábbi főtitkárt.[10]
- augusztus 22. – Párizs közelében OAS-fegyveresek Bastien-Thiry alezredes vezetésével merényletet követnek el De Gaulle tábornok-elnök ellen, sikertelenül.
- augusztus 31. – Trinidad és Tobago elnyeri függetlenségét Nagy-Britanniától.

### Szeptember
- szeptember 1. – Iránban 7,1-es erősségű földrengés pusztít.
- szeptember 4–9. – Charles de Gaulle francia köztársasági elnök Bonnba látogat, melynek során megegyezés születik a Bonn-Párizs-tengelyről.
- szeptember 24. – Nyikita Hruscsov második belgrádi látogatásán megerősítik az 1955-ös belgrádi nyilatkozatot. (Hruscsov október 3-án tr vissza Moszkvába.)
- szeptember 26. – Kikiáltják az Algériai Népi Demokratikus Köztársaságot.

### Október

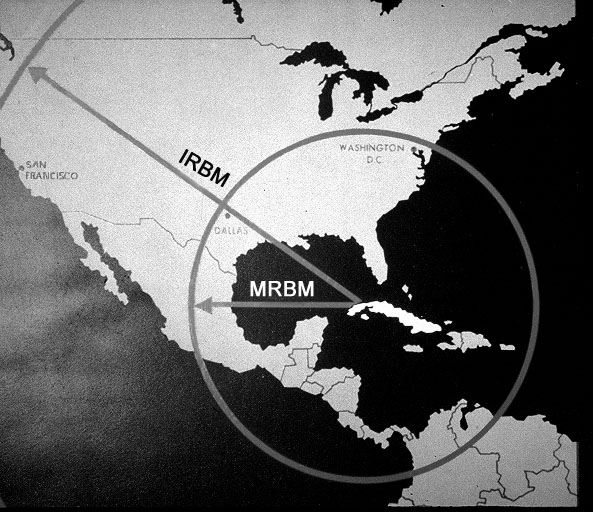
Kubai rakétaválság: A Kubából indítható szovjet közepes hatótávolságú ballisztikus rakéták, az IRBM-ek (NATO-kódja SS-4 és SS-5) hatótávolsága

- október 9. – Édith Piaf és Théo Sarapo házasságot köt.
- október 9. – Uganda függetlenedik az Egyesült Királyságtól.
- október 11. – XXIII. János pápa megnyitja a II. vatikáni zsinatot, a katolikus egyház 21. egyetemes zsinatát. (A Time magazin az Év Emberévé választja az egyházfőt.)
- október 14. – Megkezdődik a kubai rakétaválság,[11] a világot atomháború fenyegeti. (A Kuba fölött – egy U–2-es kémrepülőgéppel – rutinfelderítést végző Richard Heyser őrnagy felvételeket készített arról, hogy a karibi kommunista szigetországban, San Cristóbal városa mellett, nukleáris töltet hordozására is alkalmas SS–4-es szovjet közepes hatótávolságú ballisztikus rakétákat telepítenek.)[12]
- október 20.–november 21. – Kínai–indiai határkonfliktus.
- október 22. – Az Egyesült Államok haderőit a legmagasabb készültségi fokozatba helyezik, a kubai invázió előkészítésére pedig újabb katonákat vezényelnek Floridába. (Az amerikai kormányzat értesíti Nagy-Britannia, Franciaország, az NSZK és Kanada kormányát, amelyek teljes támogatásukról biztosítják Kennedy elnököt.)[11]
- október 23.–november 20. – Amerikai blokád Kuba ellen, melynek vonalára a második világháború óta a legnagyobb hajóhad vonult fel.[11]
- október 23. – Szovjet kormányfelhívás a világ minden kormányához és népéhez, hogy kalózakcióként bélyegezzék meg az USA Kuba elleni blokádját.
- október 25. – New Yorkban összeül az ENSZ Biztonsági Tanácsa, ahol diplomáciai ütésváltásra kerül sor Valerian Zorin szovjet és Adlai Stevenson amerikai ENSZ-nagykövet között a kubai válsággal kapcsolatosan. (Zorin nem tudott a rakétatelepítésről, ezért őszintén tagadta azok létezését. Az amerikai delegáció erre bemutatta a világ közvéleményének a kubai szovjet rakétaállásokról készült hírszerzési fényképeket.)[11]
- október 26–27. – Egy NATO-hadgyakorlatról szóló cikk miatt a nyugatnémet rendőrség átkutatja a Der Spiegel szerkesztőségét és letartóztatja Rudolf Augstein lapkiadót. A „Spiegel-ügy” kormányválságot okoz.[13]
- október 27. – A szovjetek Kuba felett légvédelmi rakétával lelőnek egy U–2-es amerikai felderítő repülőgépet, amelynek pilótája, Rudolf Anderson őrnagy életét veszti.[11]
- október 28. – Nyikita Hruscsov szovjet pártfőtitkár a moszkvai rádióban bejelenti, hogy visszavonják Kubából az atomrakétákat. (Lezárul a kubai rakétaválság.)[11]

### November
- november 20. – Megkezdődik az MSZMP VIII. kongresszusa,[14] ahol elhangzik többek között Kádár János beszédében az, hogy „Aki nincs ellenünk, az velünk van”.
- november 20. – John F. Kennedy amerikai elnök feloldja Kuba karanténját, ezzel végleg befejeződik a kubai rakétaválság.
- november 27. – Nyers Rezsőt az MSZMP KB gazdaságpolitikai titkárává, Biszku Bélát a KB adminisztratív ügyekért felelős titkárává választják , és ezért kiválnak a kormányból
- november 30. – U Thant burmai diplomatát megválasztják az ENSZ harmadik főtitkárának.

### December
- december 2–5. – Tito viszonozza Hruscsov látogatását. (Ismét javulnak a szovjet–jugoszláv kapcsolatok.)[5]
- december 4.–8. – Prágában a CSKP XII. kongresszusa hitet tesz az alapvetően irreális gazdasági célkitűzések helyessége miatt. (A párt első titkárává ismét Antonín Novotný-t választják.)[9]
- december 18–20. – John F. Kennedy amerikai elnök és Harold Macmillan brit kormányfő tanácskozik a bahama-szigeteki Nassauban és megegyeznek, hogy hadászati nukleáris erőikkel hozzájárulnak a NATO-hoz.[6]

### Határozatlan dátumú események
- április–május – Kína muszlimok lakta Hszincsiang tartományából 67 ezren menekülnek a szomszédos szovjet tagköztársaságba, Kazahsztánba, amiért Peking bezárat minden szovjet konzulátust.[15]
- szeptember közepe – A szovjet hatóságok Rákosi Mátyást feleségével együtt a kirgiz fővárostól, Frunzétől 80 km-re fekvő Tokmokba költöztetik.[10]
- az év folyamán –
  - Joseph Murray és David Hume orvos professzorok első olyan sikeres transzplantációja, amikor a vesét egy halottból emelik ki.[16]
  - Az UNESCO világörökségi listáján szereplő műemléket, a IX. és a XI. század között épített Preah Vihear hindu templomot az ENSZ Nemzetközi Bírósága (ICJ) Kambodzsának ítéli, azonban az építmény közelében lévő vitatott thaiföldi–kambodzsai határról döntést nem hoz, ami számos konfliktus forrásává válik.[17]

## Az év témái

### 1962 az irodalomban
- Somlyó György – Tó fölött, ég alatt (válogatott versek), Szépirodalmi

### 1962 a légi közlekedésben
- november 23. – Lezuhan a Párizs melletti Le Bourget repülőtér megközelítésekor a Malév egyik Il–18 típusú repülőgépe, nyolc fő személyzet és tizenhárom utas meghal.

### 1962 a sportban
- május 30.–június 17. 1962-es labdarúgó-világbajnokság, Chile, Világbajnok: Brazília
- Graham Hill nyeri a Formula–1-es világbajnokságot a BRM csapattal.
- Az 1962-es Formula–1 Solitude nagydíj nyertese Dan Gurney lett.
- Súlyemelő Európa-bajnokság Budapesten. A magyar aranyérmesek – Földi Imre és Veres Győző – egyben a sportág első magyar Európa-bajnokai.
- Asztalitenisz-Európa-bajnokság Berlinben.
- Etiópia hazai pályán győz az Afrikai Nemzetek Kupáján. Ez Etiópia első bajnoki címe.
- A Budapesti Vasas SC nyeri az NB1-et. Ez a klub harmadik bajnoki címe.

### 1962 a tudományban
- megtörtént a Föld körüli pályára állítandó szovjet Kozmosz műholdsorozat számos tagjának fellövése (április 6.: Koszmosz–2; április 24.: Koszmosz–3; április 26.: Koszmosz–4; május 28.: Koszmosz–5; június 30.: Koszmosz–6; július 28.: Koszmosz–7, augusztus 18.: Koszmosz–8; szeptember 27.: Koszmosz–9; október 17.: Koszmosz–10; október 20.: Koszmosz–11, december 22.: Koszmosz–12) [18]
- január 10.: megjelent az Antarktisz első geológiai térképe a Francia Nemzeti Földrajzi Intézet kiadásában, több éves nemzetközi kutatás eredményeképp.[18]
- január 11. a Szovjetunió Minisztertanácsa által felügyelt szabványügyi bizottság jóváhagyta a GOSZT 9867-61. számú, a "nemzetközi mértékegységrendszerről" szóló új állami szabványt, amely hat alapmértékegységet (m, kg, s, amper, K, cd) bevezetve standardizálja mindennemű fizikai mennyiség mérését (pontosabban, megadását).[18]
- január 25.: Észak-Núbia területén első ízben bukkantak régészek a csiszolatlan kőkorszakból származó eszközökre. Az expedíciót B. B. Piotrovszkij, az Örmény SzSzK Tudományos Akadémiájának levelező tagja vezette.[18]

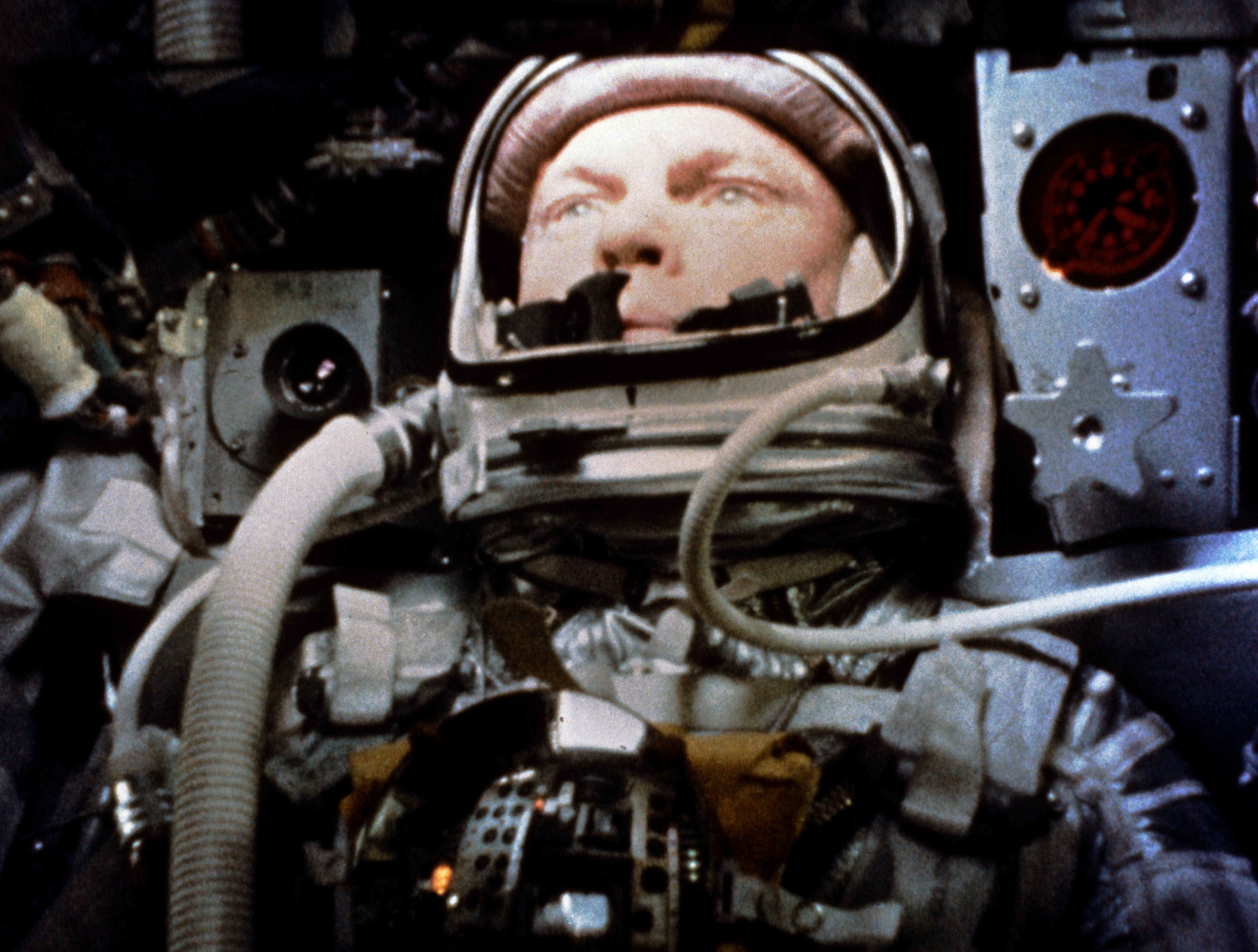
Glenn a Mercury fedélzetén

- február 20. – John H. Glenn amerikai űrhajós megkerülte a Földet a Mercury-sorozatba tartozó Friendship 7 űrhajón.[18]
- március 15.: az -Ξ--hiperon (olv. „anti-kszí-mínusz-hiperon”; ld. barionok) nevű új (bár már régóta megjósolt létezésű) elemi részecske első detektálása amerikai-európai együttműködéssel. A részecskét csaknem egy időben fedezték fel mind a Brookhaveni Nemzeti Laboratóriumban, mind a Genf közelében lévő Európai Atomkutató Intézetben.[18]
- március 21.: V. K. Prokofjev, a krími Asztrofizikai Obszervatórium munkatársa egy nagy toronyteleszkóphoz kapcsolt színképelemző segítségével a Vénusz légkörében molekuláris oxigént mutatott ki. Mivel korábban nitrogént, szénsavat és más, a földi élet szempontjából is fontos egyszerűbb vegyületeket is találtak, sok kutató arra következtetett, hogy a Vénuszon nem lehetetlen a szerves élet létezése.[18]
- március 28.: 28 számtalanféle nemzetiségű és nemzetközi hírű tudós (köztük A. Schweitzer, B. Russell, L. Pauling) müncheni felhívása az atomhatalmakhoz a nukleáris kísérletek és az atomháborús előkészületek leállítása iránt. A referendum követeli valamennyi atomfegyver betiltását és megsemmisítését.[18]
- március 29. – Ausztrália, Belgium, Egyesült Királyság, Franciaország, Hollandia, NSZK és Olaszország létrehozzák az Űrrepülők Indítóberendezései Fejlesztésének és Megépítésének Európai Szervezetét (ELDO). [forrás?]

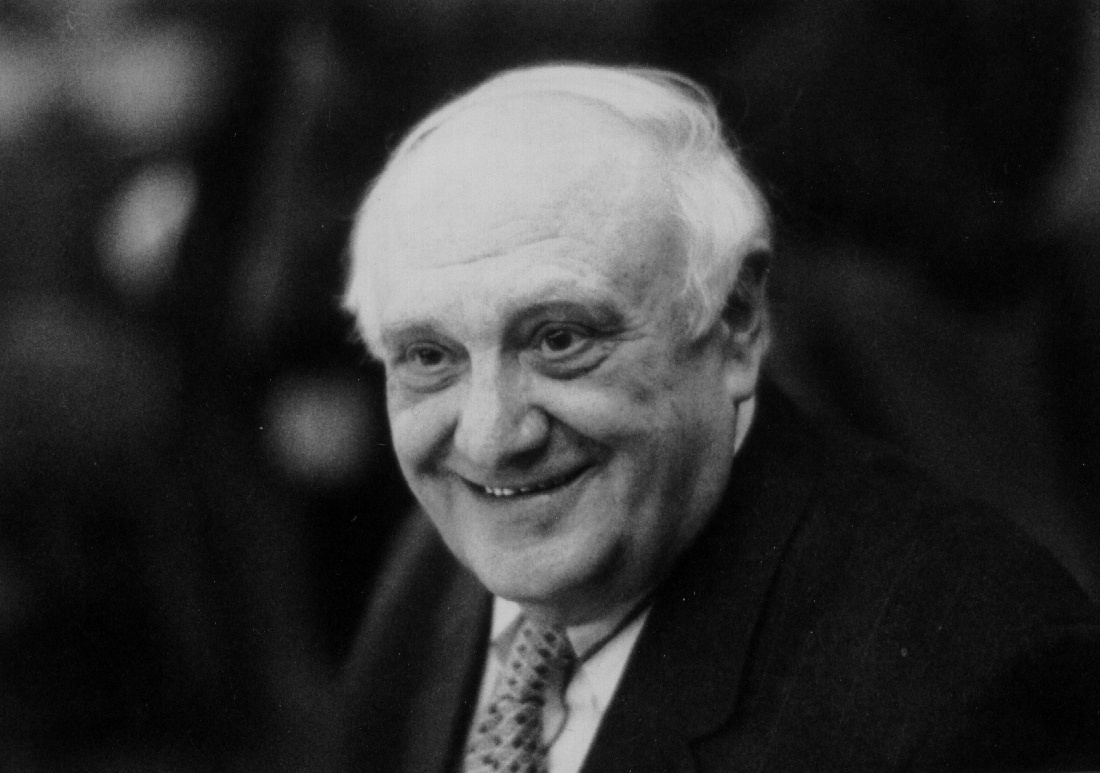
B. M. Levitan professzor, a matematikai és fizikai tudományok doktora

- április 22.: Lenin-díjjal tüntették ki B. M. Levitan professzort, a Moszkvai Állami Egyetem matematikusát és V. A. Marcsenkót, az Ukrán Tudományos Akadémia levelező tagját a spektrálanalízis ún. fordított szórási problémájának megoldásáért, amelynek alapján lehetővé vált egy fizikai rendszer Schrödinger-operátorának előállítása annak energiaspektrumából, ezáltal a mechanikai és fizikai rendszerek szerkezetének a bennük végbemenő rezgések frekvenciájából való meghatározása. Lenin-díjat kapnak még L. D. Landau és Je. M. Lifsic professzorok elméletifizika-tankönyveikért, A. V. Pogorelov, az UTA rendes tagja a "felülethajlítás különféle lehetőségeivel foglalkozó geometriai munkájáért, amely széleskörűen alkalmazható a mechanikában"; L. Sz. Pontrjagin, V. G. Boltyanszkij, R. V. Gamrelidze, Je. F. Miscsenko a kibernetikai önszabályozó rendszereken folytatott, "a népgazdaság számára" fontos kutatásaikért; valamint A. A. Polkanov és E. K. Gerling, a geológiai alakulatok abszolút korának meghatározására szolgáló kálium-argon-módszer kidolgozásáért. Díjat kapott Ny. A. Nyevszkij ( posztumusz módon[mj 1]), a filológiai tudományok doktora Tangut filológia c. művéért,[19] amelyben egy Dzsingisz kán által a 13. század megsemmisített államiságú népcsoport, a tangutok írását fejtette meg.[18]
- április 25-26.:  Konferencia a Szovjet Tudományos Akadémia Lebegyev-Intézetében a részecskefizika filozófiai problémáiról: például a részecske és a tér, a részecske mint pontszerű és mint térbeli fogalom. A konferencia legnagyobb feltűnést kiváltó előadása, melynek során I. Sz. Sapiro professzor az elméleti és Kísérleti Fizikai Intézetből javaslatot tesz a Newtontól eredő térkontinuum fogalmának feladására, és egy diszkrét téridő-modell bevezetésére. Nagy vitát vált ki az okság fogalma is, mivel ennek létezését a koppenhágai fizikus-iskola képviselői kétségbe vonják.[18]

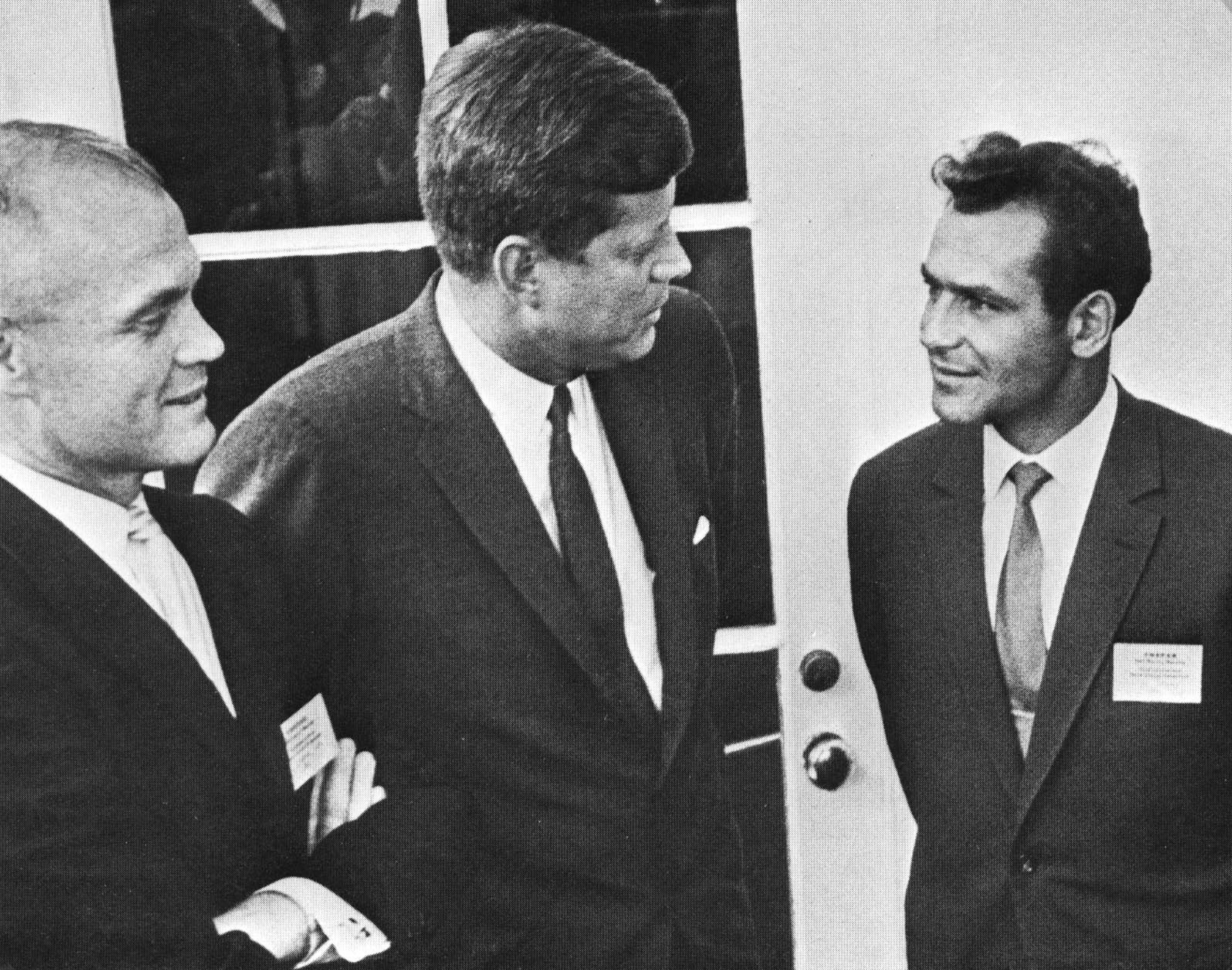
Glenn (balra) és Tyitov (jobboldalt) Washingtonban a Fehér Házban (középen John F. Kennedy am. elnök)

- április 30.-május 9.: A III. Nemzetközi Űrkutatási Szimpózium Washingtonban, mintegy 400 tudós részvételével. A befejező előadásokat két űrhajós, John Glenn és German Tyitov tartotta, akik űrrepüléseik tapasztalatairól számoltak be.[18]
- május 9-10.: Nemzetközi Vulkanológiai Szimpózium Japánban. A fő téma a kitörések előrejelezhetősége, illetve a magma összetétele és a kitörések jellege közti összefüggések. T. Minakami japán kutató felvázolt egy formulát az Aszama-vulkán kitöréseinek előrejelzésére.[18]
- május 11.: Massachusettsi mérnökök egy csoportja végrehajtja az első „földönkívüli” lézerkísérletek egyikét: lézernyalábot irányítanak a Holdra, majd regisztrálják a visszaverődését.[18]
- május 12.: Washingtonban az Amerikai Fizikai Társaság ülésén bejelentik egy új elemi részecske, az η-mezon (éta-mezon) felfedezését.[18]

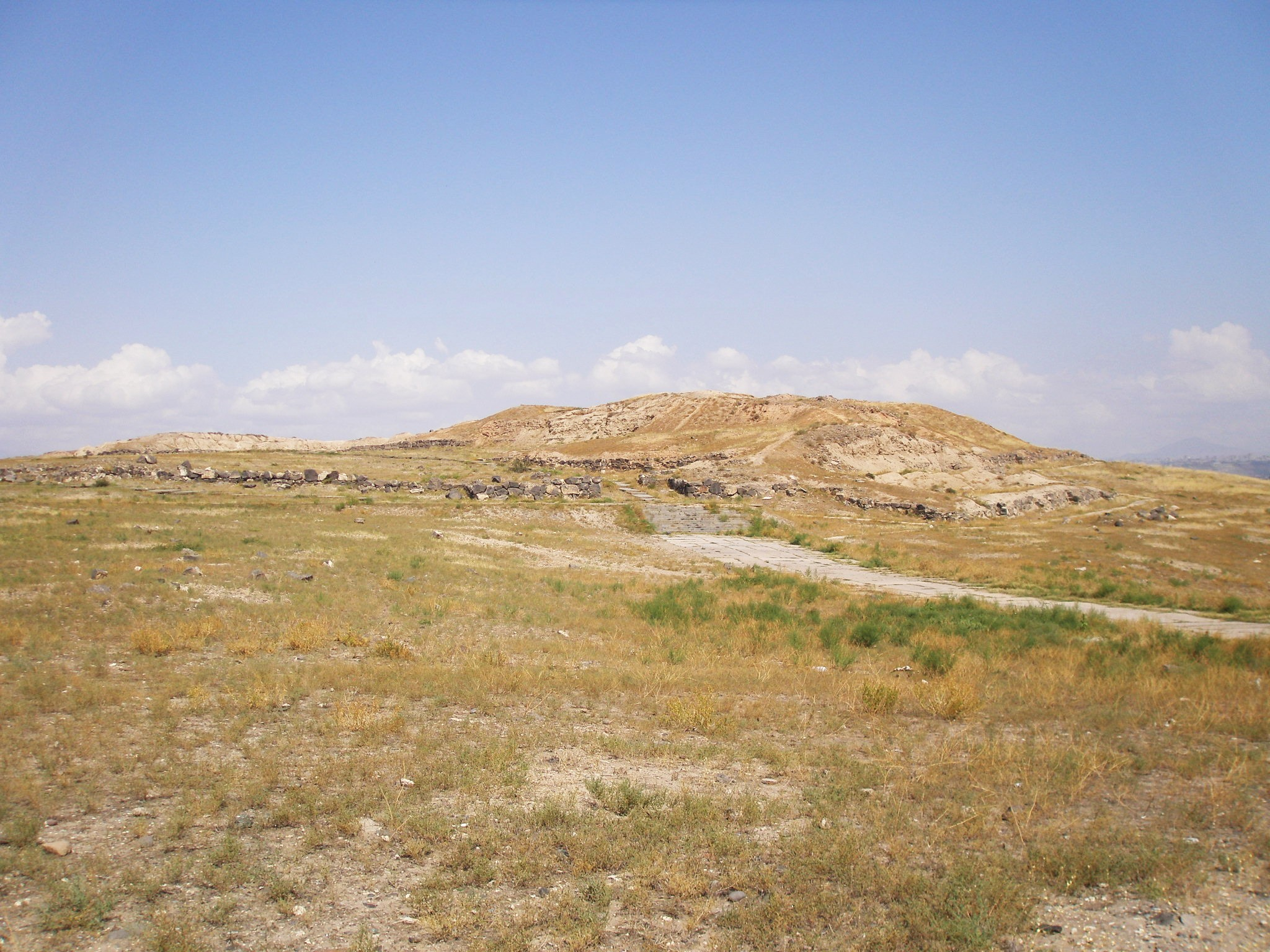
A Karmir-Bluron lévő régészeti lelőhely

- május 21-26.: a szovjet orientalisztika II. konferenciáján a téma Urartu társadalmi berendezkedése volt az új felfedezések ismeretében; I. M. Lukjanov történész ismertette a Karmir Blur dombon végzett ásatások során előkerült urartui sziklafeliratok és ékírásos táblák megfejtését.[18]

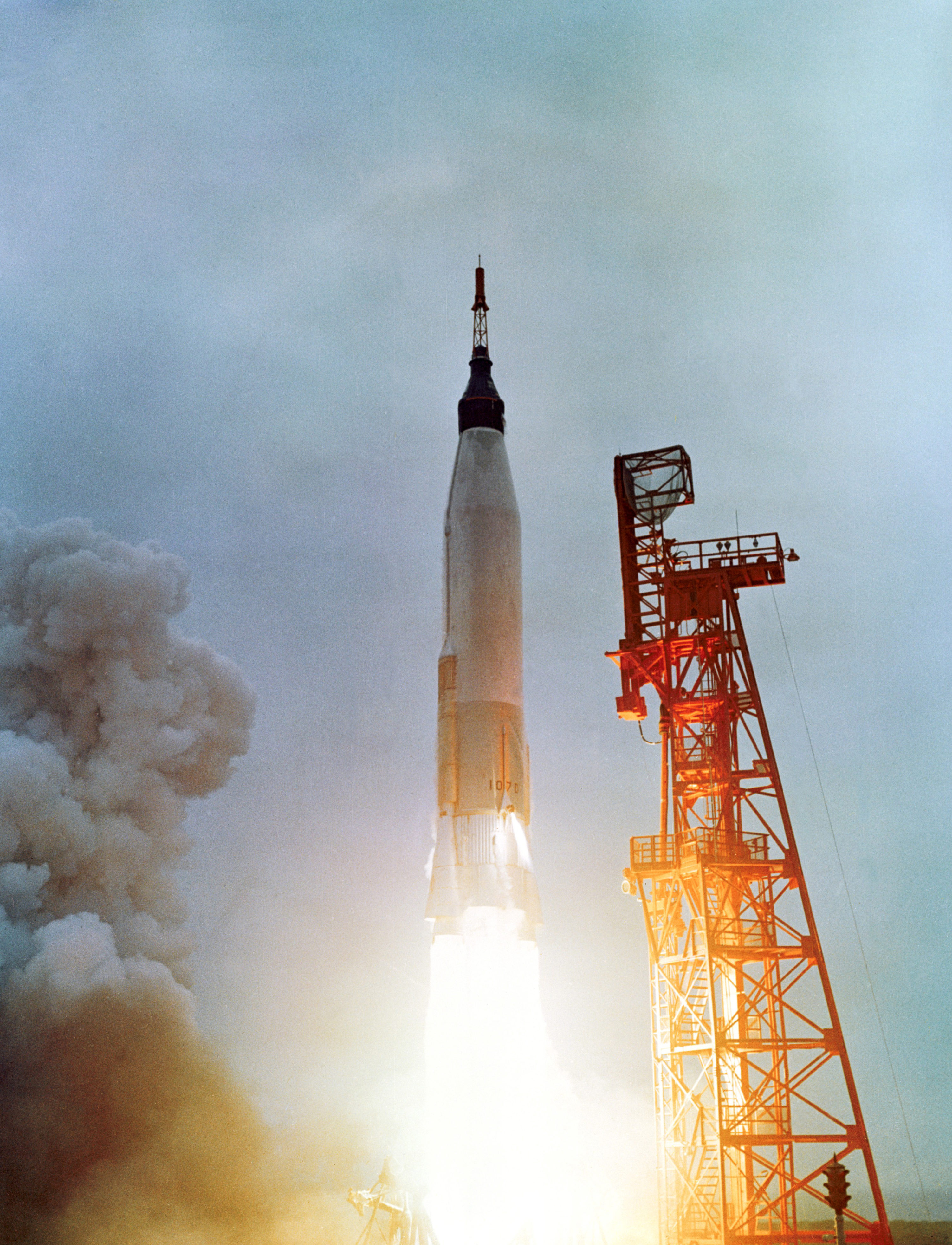
Az Aurora 7 Mercury űrhajó kilövése

- május 24.: a Mercury-sorozathoz tartozó amerikai Aurora 7 űrhajó felbocsátása, fedélzetén[20] Malcolm Carpenter. Az űrhajó háromszor megkerülte a Földet.[18]
- július 10. – Felbocsátják az első távközlési műholdat (Telstar–1), mely első ízben közvetít televíziós képeket az Egyesült Államokból Angliába és vissza.
- július 1-2.: A Szovjet Tudományos Akadémia több alintézményének kibernetikai konferenciája. Számos témából főképp kettő váltott ki közérdeklődést: a kibernetika tudományának definíciója (A. A. Ljapunov, Sz. V. Jablonszkij előadásai); valamint A. N. Kolmogorov előadása („Az élet és gondolkodás a kibernetika szemszögéből”), melyben többek között azt fejtegette, hogy az élő és gondolkodó lény fogalmának minden olyan modelljét, amely eléggé tökéletesen tükrözné ezeket a vonásokat, szintén az élő és gondolkodó lények osztályába kellene sorolni.[18]

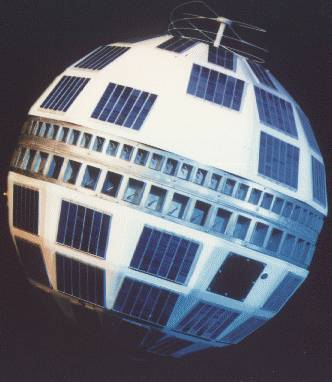
A Telstar műhold (a felszínén lévő kékes képletek napelemek)

- július 10.: Az AT&T cég Telstar híradástechnikai műholdjának fellövése. A műhold tévéadások és telefonbeszélgetések továbbítását végezte.[18] (A brit Tornados rockzenekarnak a műholdról írt (instrumentális) zeneszáma a brit, a belga, az ír listák élére kerül, és számos más országban is előkelő helyen végez.
- július 16.: Az UTA laborjaiban elkészült egy elektronikus számológép, ami nem lyukkártya-bevitelű, hanem a közönséges papírra írógéppel írt számokat olvas be.[18]
- július 18.: Új és rendkívül instabil, ideiglenesen „ξ*-nak” (olv.: „kszí sztár”) nevezett elemi részecske felfedezése egy időben (de függetlenül) a Brookhaveni Nemzeti Laboratóriumban és a szintén USA-beli Syracusai Egyetemen.[18]
- július 16. Georges Houot Archimedes nevű speciális tengeralattjáró járműve (batiszkáfja) 9,4 km mélyen merül a tenger alá a Kuril-szigetek közelében.[18]
- szeptember 16.: Új elemi részecske, az f° detektálása amerikai kutatók által a Brookhaveni Nemzeti Atomenergia-laboratóriumban. A semleges részecske kb. 30%-kal nehezebb a protonnál, élettartama 10−23 s., pí-mezonokra esik szét.[18]
- július 25-31.: A Nemzetközi Általános Relativitás-és Gravitációelméleti Bizottság relativisztikus gravitációelméleti tárgyú konferenciája Jablonban (Varsó környékén). A fő téma az ekkoriban már elismert létezésű gravitációs hullámok mibenléte, és kísérleti észlelésének lehetősége.[18]
- augusztus 11.: Föld körüli pályára áll a Vosztok–3 űrhajó, utasa Andrijan Grigorhevics.[18]
- augusztus 12.: Föld körüli pályára áll a Vosztok–4 űrhajó, utasa Pavel Romanovics Popovics alezredes. A két űrhajó rekord kis távolságra megközelítette egymást, a kísérlet célja az ilyen navigációs műveletek és ennek során a rádió-összeköttetés jellegének vizsgálata.[18]
- augusztus 20.: A Stanfordi Egyetem elektronikai laborjában a világon először továbbítottak mikrohullámú jeleket lézer segítségével, amely „fontos lépés a laser híradástechnikai felhasználása felé”.[18]

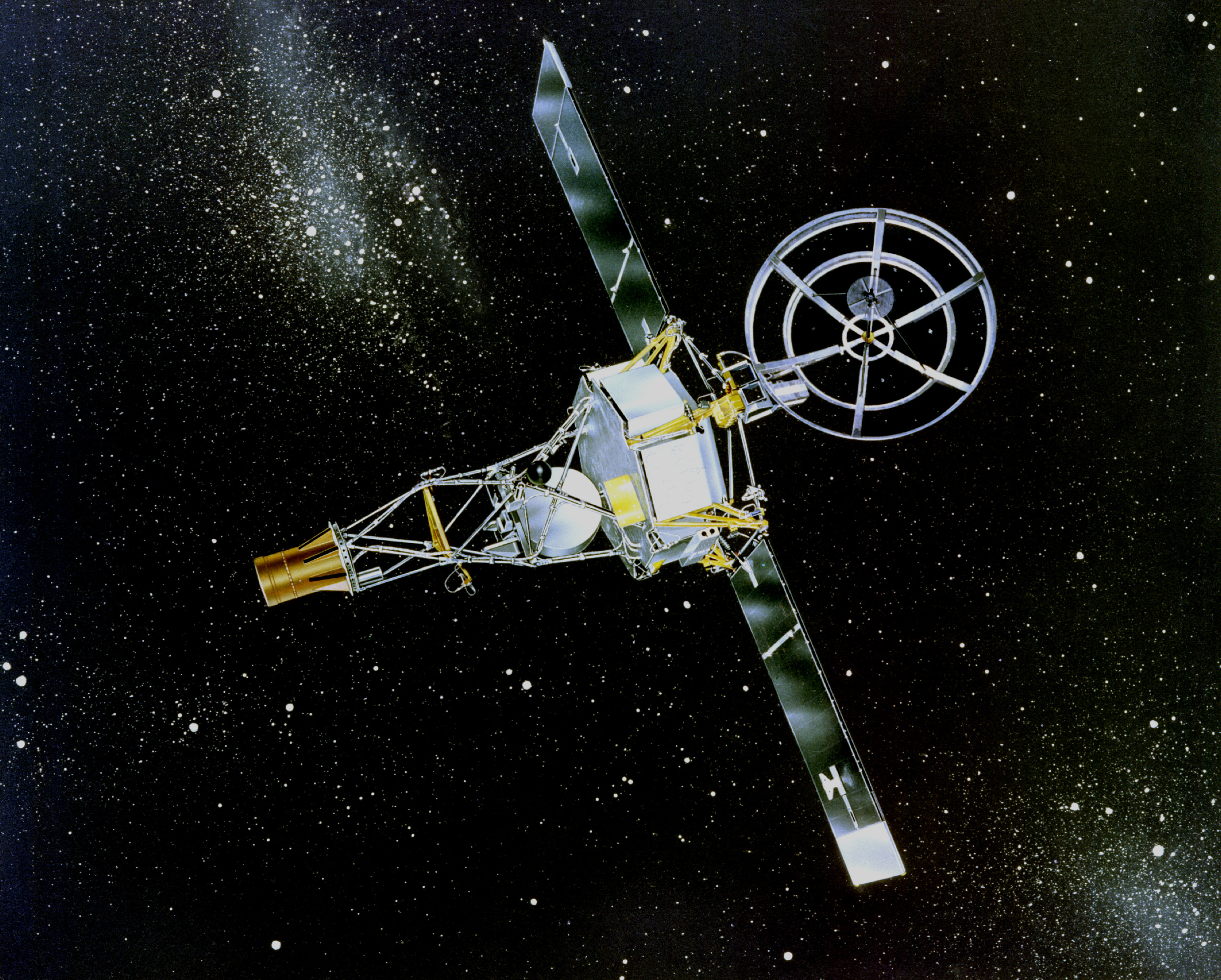
A Mariner–2 űrszonda (fantáziarajz)

- augusztus 27.: A Mariner–2 amerikai Vénusz-vizsgáló űrszonda fellövése, fedélzetén mintegy 18 kg-nyi (a szonda tömegének kb. 10%-a) érzékelőműszerrel: köztük rövidhullámú és infravörös radiometrikus berendezések (a felszíni hőmérséklet mérésére és a légkör vizsgálatára), magnetométerek, ionizációs kamra és három Geiger–Müller-cső; továbbá egy detektor a Nap részecskesugárzásának és a kozmikus por paramétereinek mérésére.[18]
- szeptember 22.: Albert Falcaud és Claude Veslit francia tudósok a közismert oceanográfus honfitársuk, Cousteau elgondolásai alapján egy teljes hetet töltöttek a marseille-i part közelében 10 m mélyen a víz alatti tengerfenéken felállított ideiglenes szálláson, hogy a körülmények emberre gyakorolt fiziológiai hatását tanulmányozzák.[18]
- október 3.: A Föld körüli pályára fellőtt amerikai Sigma 7 űrhajó elindítása, utasa Walter Shirra. Az egy fordulatot 88,5 perc alatt megtevő űrhajó hatszor kerülte meg a bolygót, majd kabinja a Csendes-óceánon landolt.[18]
- november 1.: A szovjet Mars-program keretében elindítják a világűrbe a Marsz–1 űrszondát („bolygókutató állomást”).[18]

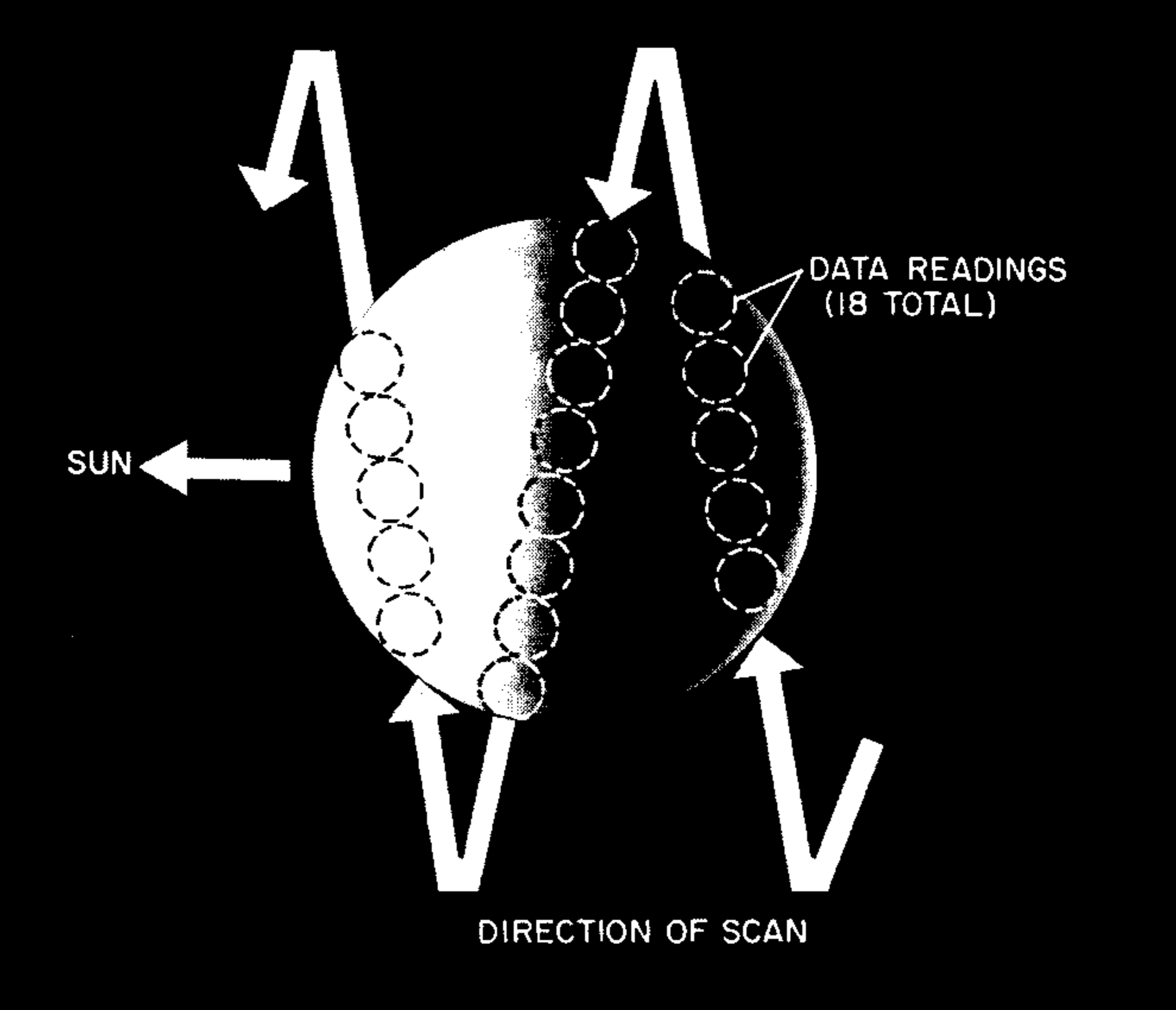
Sematikus rajz a Mariner–2 sugárzásmérő műszereinek felvételkészítési programjáról a Vénusznál.

- december 14.: Az amerikai Mariner–2 űrszonda értékelhető adatokat küldött a Vénuszról, mikor a bolygó mellett kb. 33 000 km távolságban elhaladt. A szonda nem talált a Földéhez hasonló erős mágneses teret, adatai alapján módosították azt a hipotézist, miszerint a bolygó hőmérséklete akár 315 °C-os is lehet (mint kiderült, a valószínű érték ennél jóval alacsonyabb); valamint pontosabban meghatározták a bolygó tömegét, amelyet a Földtömeg 0,81485-ödrészének becsültek (0,015% relatív hibakorláttal).[18]
- Az ez évi fizikai Nobel-díj birtokosa L. D. Landau szovjet elméleti fizikus lett, a folyékony hélium szuperfolyékonyságára vonatkozó elméletéért[18] (súlyos autóbalesetéből lábadozván, ezt személyesen nem vehette át).
- A Szegedi Orvostudományi Egyetem sebészeti klinikáján Németh András és Petri Gábor irányításával végrehajtják az első magyarországi vesetranszplantációt.
- Megjelent Marshall McLuhan: A Gutenberg-galaxis. A tipográfiai ember létrejötte című könyve.

### 1962 a vasúti közlekedésben
- Megépül a mecseki kisvasút.

### 1962 a zenében
- július 12. – A Rolling Stones együttes első hivatalos fellépése a londoni Marquee Klubban.
- Megalakul az Omega együttes
- Megalakul a Beatles együttes
- Ike & Tina Turner: Dynamite!
- Elvis Presley: Pot Luck
- Frank Sinatra: Sinatra and Strings / Point of No Return / Sinatra and Swingin' Brass / All Alone / Sinatra Sings Great Songs from Great Britain / Sinatra–Basie: An Historic Musical First
- The Beach Boys: Surfin’ Safari

## Születések

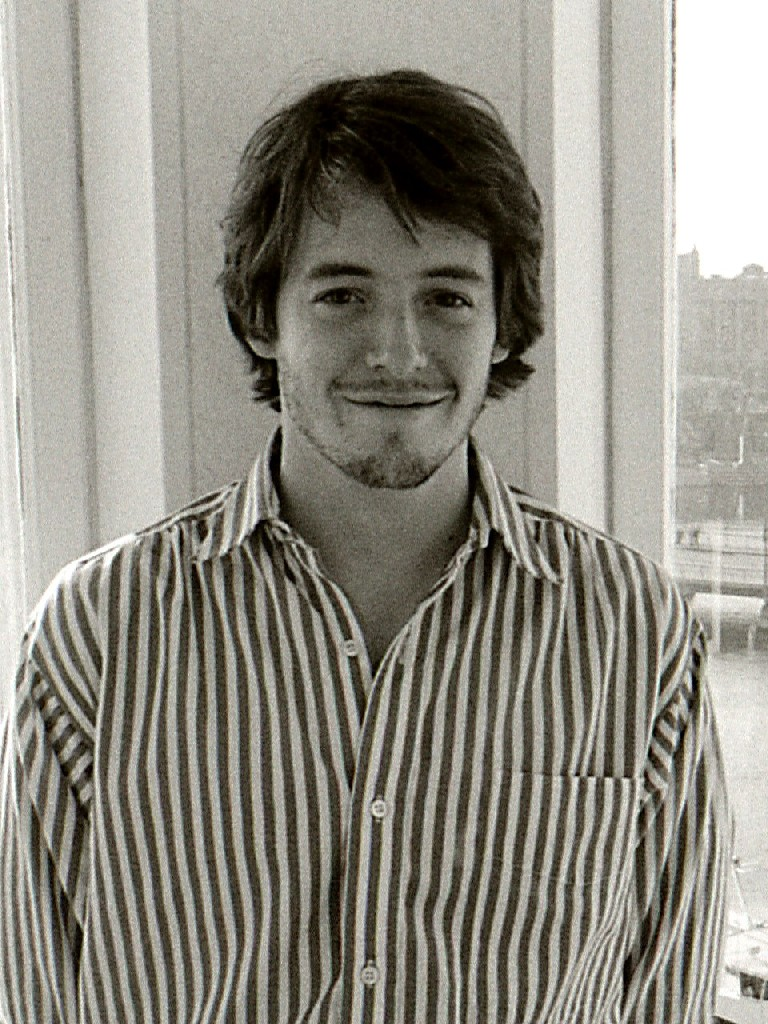
Matthew Broderick

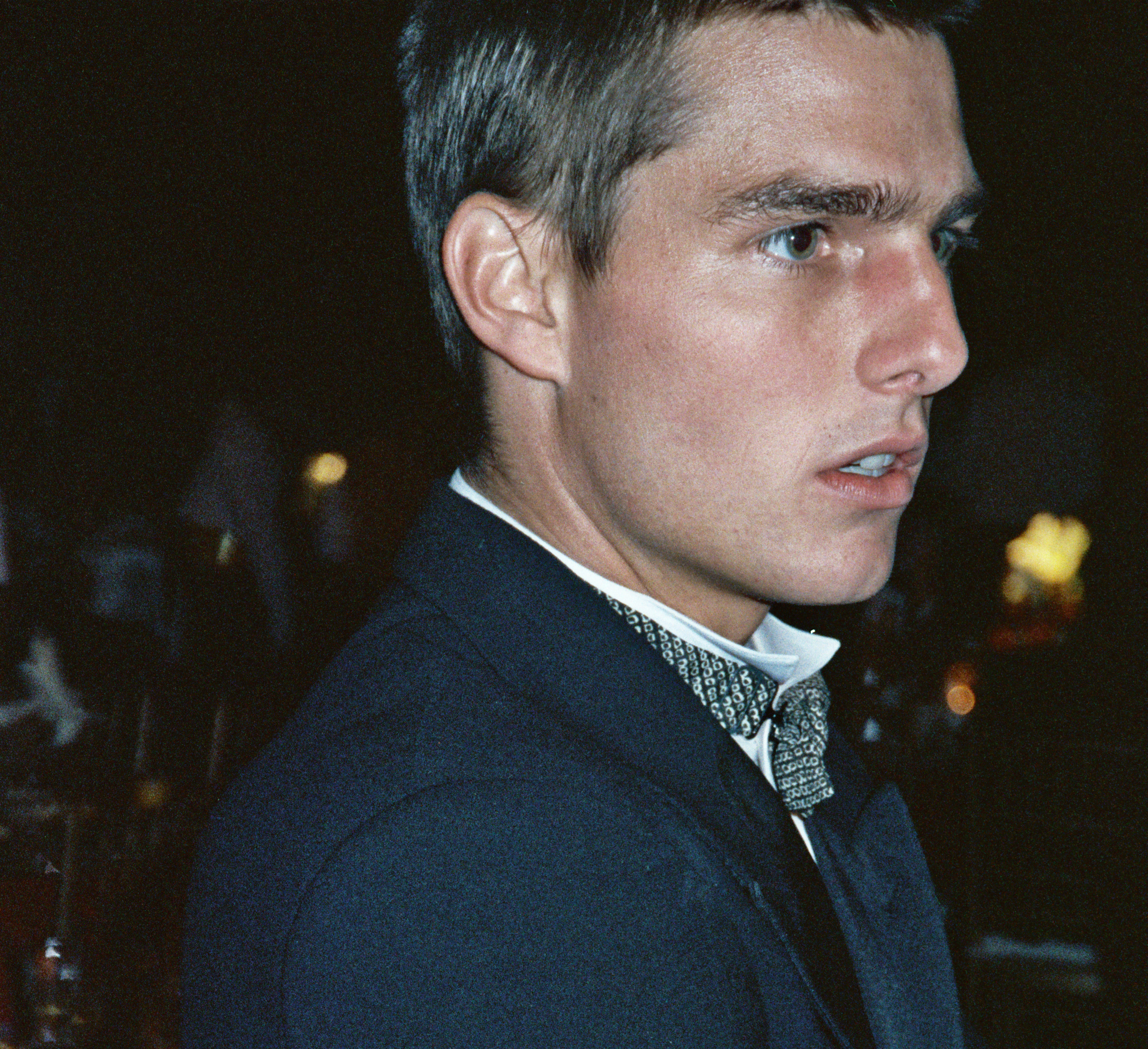
Tom Cruise

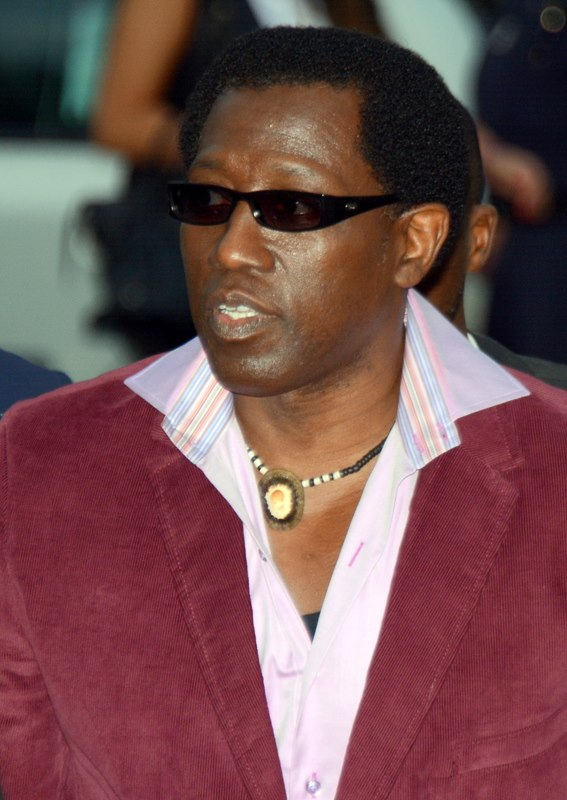
Wesley Snipes

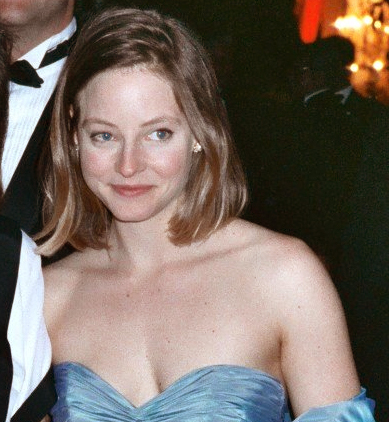
Jodie Foster

- január 10. – Pokorni Zoltán, politikus, tanár
- január 17. – Jim Carrey, amerikai színész
- január 20. – Szép Tibor magyar ornitológus, egyetemi tanár
- február 6. – Axl Rose, rockzenész, a Guns N’ Roses énekese, frontembere
- február 7. – Zé Carlos, brazil labdarúgó († 2009)
- február 10. – Lisa Blunt Rochester amerikai politikus
- február 15. – Zoltán Erika, énekesnő
- február 20. – Masima Maszatosi japán rockzenész, gitáros, az egykori The Blue Hearts együttes tagja
- február 22. – Steve Irwin, ausztrál természetkutató, „a krokodilvadász” († 2006)
- február 10. – Cliff Burton, basszusgitáros († 1986)
- március 2. – Jon Bon Jovi, amerikai énekes
- március 21. – Matthew Broderick, amerikai színész
- március 27. – Szlávics Alexa festő- és grafikusművész
- március 30. – MC Hammer amerikai rapper
- április 2. – Hillel Slovak, gitáros, a Red Hot Chili Peppers tagja († 1988)
- május 9. – David Gahan, brit popzenész, a Depeche Mode énekese és frontembere
- május 12. – Emilio Estevez, amerikai színész
- május 26. – Kalapács József, rockzenész, a Pokolgép énekese 1980-tól 1990-ig később Kalapács zenekar énekese, frontembere
- május 29. – Jeszenszky Béla Tibor (Flipper Öcsi), zenész († 2008)
- június 5. – Astrid osztrák császári és magyar királyi főhercegné, II. Albert belga király lánya
- június 6. – Rob Morrow, amerikai színész
- június 8. – Nick Rhodes, angol zenész, Duran Duran billentyűse
- június 13. – Szabó Bence, olimpiai bajnok magyar kardvívó, edző, sportvezető.
- június 15. – Rost Andrea, opera-énekesnő
- június 16. – Csontos János József Attila-díjas magyar író, költő, Kós Károly-díjas filmrendező. († 2017)
- június 17. – Paulinyi Tamás, író, költő, lapszerkesztő, rovatvezető, publicista, pszi-kutató.
- június 29. – Nyári Károly, magyar zongorista
- július 3. – Tom Cruise, amerikai színész
- július 9. – Gömöry Zsolt magyar zongorista, zeneszerző. Az Edda Művek tagja.
- július 31. – Wesley Snipes, amerikai színész, producer
- augusztus 1. – Jacob Matlala négyszeres világbajnok dél-afrikai profi ökölvívó († 2013)
- augusztus 2. – Alapi István Fonogram-díjas magyar gitáros, dalszerző. Az Edda Művek tagja.
- szeptember 1. – Ruud Gullit, holland labdarúgó, edző
- szeptember 9. – Mark Linkous, énekes, a Sparklehorse alapítója, frontembere († 2010)
- szeptember 25. – Aida Turturro amerikai színésznő
- szeptember 26. – Tracey Anne Thorn, az Everything but the Girl tagja, énekesnő
- szeptember 27. – Fodor Gábor, jogász, politikus
- szeptember 30. – Frank Rijkaard, holland labdarúgó, edző
- október 2. – Bánföldi Zoltán, festőművész
- október 3. – Tommy Lee amerikai zenész, a Mötley Crüe dobosa.
- október 11. – Szőke András, filmrendező
- október 16. – Flea, a Red Hot Chili Peppers basszusgitárosa
- október 27. – Eichinger Tibor dzsesszgitáros
- november 1. – Anthony Kiedis, a Red Hot Chili Peppers frontembere
- november 6. – Annette Zilinskas amerikai basszusgitáros
- november 18. – Jeff Ward, amerikai dobos († 1993)
- november 18. – Kirk Hammett, amerikai gitáros
- november 19. – Jodie Foster, amerikai színésznő
- november 22. – Cso Szumi opera-énekesnő
- december 5. – José Cura argentin operaénekes (tenor), zeneszerző, karmester
- december 6. – Ben Watt, az Everything but the Girl tagja, DJ
- december 9. – Felicity Huffman amerikai színésznő
- december 22. – Ralph Fiennes angol színész
- december 30. – Alessandra Mussolini olasz politikus

## Halálozások
- február 11. – Acsády Károly író, újságíró (* 1907)
- február 12. – Szabados Miklós, tizenötszörös világbajnok asztaliteniszező (* 1912)
- február 16. – Pasteiner Iván könyvtáros, az Egyetemi Könyvtár igazgatója (* 1887)
- április 10. – Kertész Mihály Oscar-díjas filmrendező (* 1886)
- április 15. – Linder Béla, a Károlyi Mihály-kormány hadügyminisztere, a Berinkey-kormány tárca nélküli minisztere, a Tanácsköztársaság bécsi katonai megbízottja, majd a délszláv csapatok által megszállt Pécs polgármestere (* 1876)
- május 8. – Vasváry Lajos magyar géplakatos, mozdonyszerelő, országgyűlési képviselő (* 1889)
- május 28. – Sennyei Vera magyar színésznő, érdemes művész (* 1915)
- június 1. – Adolf Eichmann, magas rangú náci tiszt, a Nemzetiszocialista Német Munkáspárt vezető tagja, az SS Obersturmbahnführere (* 1906)
- június 6. – Yves Klein francia képzőművész (* 1928)
- június 18. – Alekszej Innokentyjevics Antonov szovjet hadseregtábornok (* 1896)
- június 30. – Laky Dezső statisztikus, gazdaságpolitikus, 1940–1941-ben tárca nélküli miniszter, az MTA tagja (* 1887)
- július 4. – Adolf Meschendörfer erdélyi szász író (* 1877)
- július 6. – William Faulkner amerikai költő, regényíró (* 1897)
- július 6. – Habsburg József magyar kormányzó, József nádor unokája, osztrák főherceg, magyar királyi herceg, honvéd tábornagy, felsőházi tag (* 1872)
- július 26. – Szent Ġorġ Preca máltai pap, a Keresztény Tanítás Társasága alapítója (* 1880)
- augusztus 5. – Marilyn Monroe amerikai színésznő (* 1926)
- augusztus 9. – Hermann Hesse Nobel-díjas német–svájci író, költő (* 1877)
- augusztus 13. – Sarlay István császári és királyi katonatiszt, magyar királyi csendőrtiszt, az Első Magyar Kartonlemezgyár Rt.  (* 1894)
- szeptember 1. – Bulla Béla földrajztudós, egyetemi tanár, az MTA levelező tagja (* 1906)
- szeptember 19. – Nyikolaj Fjodorovics Pogogyin (Sztukalov), szovjet újságíró, drámaíró (* 1900)
- október 31. – Hertelendy Miklós huszártiszt, országgyűlési képviselő (* 1879)
- november 12. – Lehár Antal magyar katonatiszt, Lehár Ferenc zeneszerző testvére (* 1876)
- november 18. – Niels Bohr, Nobel-díjas dán fizikus (* 1885)
- november 23. – Kapitány István magyar repülőgépvezető, Malév-főpilóta (* 1929)
- december 20. – Emil Artin osztrák matematikus (* 1898)
- december 30. – Remenyik Zsigmond író (* 1900)

## Nemzeti ünnepek, évfordulók, események
- A friss víz nemzetközi éve.

## Nobel-díjasok
- A Nobel-díjat a svéd Alfred Nobel alapította, 1901 óta adják át, melyet a Svéd Királyi Tudományos Akadémia ítél oda a tudomány, az irodalom és humanitárius területen kimagasló eredményt elért magánszemélyeknek, illetve intézményeknek.

| Fizikai            | Lev Davidovics Landau                              |
| Kémiai             | Max Perutz, John Kendrew                           |
| Orvosi-fiziológiai | Francis Crick, James Dewey Watson, Maurice Wilkins |
| Irodalmi           | John Steinbeck                                     |
| Béke               | Linus Carl Pauling                                 |